# ریچارد سومه
ریچارد سومه (انگلیسی: Richard Soumah؛ زادهٔ ۶ اکتبر ۱۹۸۶) بازیکن فوتبال اهل فرانسه است که به عنوان هافبک بازی می‌کند.
از باشگاه‌هایی که در آن بازی کرده‌است می‌توان به باشگاه فوتبال آنژه، باشگاه ورزشی آمیان، باشگاه فوتبال استاد برستوا ۲۹، و باشگاه فوتبال گنگام اشاره کرد.
وی همچنین در تیم ملی فوتبال گینه بازی کرده‌است.